# Cortinarius albidus
 (octobre 2013).
Si vous disposez d'ouvrages ou d'articles de référence ou si vous connaissez des sites web de qualité traitant du thème abordé ici, merci de compléter l'article en donnant les références utiles à sa vérifiabilité et en les liant à la section « Notes et références ».
Espèce
Cortinarius albidus est une espèce de champignons basidiomycètes de la famille des Cortinariaceae. 
Elle est présente dans la province de Québec située à l’est du Canada. L’espèce a été cueillie dans la région de Montréal sous feuillus (principalement chênes, hêtres et peupliers).[réf. nécessaire]

## Description
Chapeau 5-11 cm subhémisphérique à convexe, blanc, blanchâtre puis crème, visqueux, brillant, marge parfois gondolée. Lames : serrées, épaisses, blanchâtres puis brunâtres. Pied : 4,5 x 1,6-2 cm droit, blanchâtre, avec bulbe marginé de 2-3 cm, orné de mycélium blanchâtre à la base, parfois les pieds sont composés de 2 à 3 sujets réunis.  Chair: épaisse, dure, blanche, immuable à la coupe. Odeur nulle. Saveur douce. Cortine blanche. Spores : 9,5-12 x 5,5-7µm. verruqueuses, ellipsoïdes.